# Сасакі Маю
Сасакі Маю (яп. 佐々木 繭; нар. 12 січня 1993) — японська футболістка. Вона грала за збірну Японії.

## Клубна кар'єра
У 2013 році дебютувала в «Минаві Веґальта Сендай». В 2018 року вона перейшла до «Урава Редз».

## Кар'єра в збірній
Дебютувала у збірній Японії 2 червня 2016 року в поєдинку проти США. З 2016 по 2017 рік зіграла 8 матчів в національній збірній.

## Статистика виступів
| Збірна Японії | Збірна Японії | Збірна Японії |
| Рік           | Матчі         | Голи          |
| ------------- | ------------- | ------------- |
| 2016          | 3             | 0             |
| 2017          | 5             | 0             |
| Загалом       | 8             | 0             |